# الساندرو کالوری
الساندرو کالوری (انگلیسی: Alessandro Calori؛ زادهٔ ۲۹ اوت ۱۹۶۶) بازیکن فوتبال اهل ایتالیا است.
از باشگاه‌هایی که در آن بازی کرده‌است می‌توان به باشگاه فوتبال پروجا، باشگاه فوتبال اودینزه، باشگاه فوتبال ونتزیا، باشگاه فوتبال برشا، باشگاه فوتبال پیزا، و باشگاه فوتبال اتلتیکو آرتزو اشاره کرد.